# Taylor Moore
Taylor Moore (Walthamstow, 12 maggio 1997) è un calciatore inglese, difensore del Bristol Rovers.

## Caratteristiche tecniche
È un difensore centrale.

## Carriera

### Club
Cresciuto nelle giovanili del West Ham, viene acquistato a 12 anni dal Lens. Debutta in prima squadra il 3 maggio 2015 disputando da titolare il match perso 3-1 contro il Lilla.

### Nazionale
Ha giocato nelle nazionali giovanili inglesi Under-17, Under-18, Under-19 ed Under-20; con l'Under-17 ha inoltre anche vinto un campionato europeo di categoria.

## Palmarès

### Nazionale
- Campionato d'Europa Under-17: 1

Malta 2014